# 机械互锁结构分子

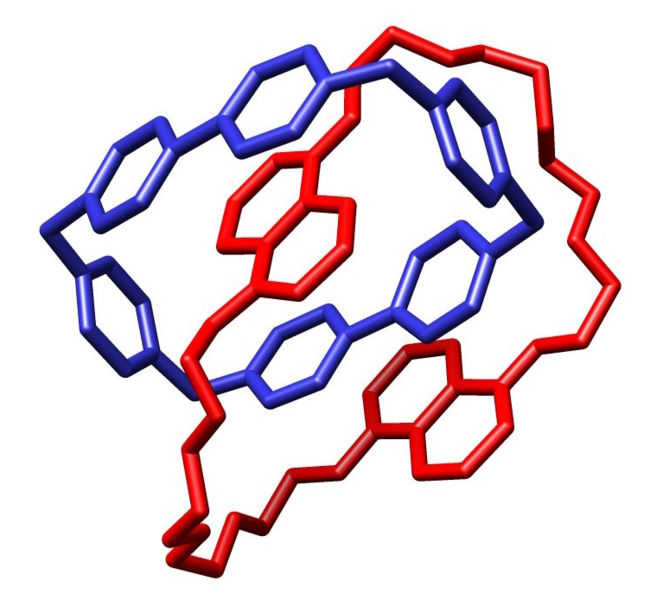
索烃分子

机械互锁结构分子（英語：Mechanically interlocked molecular architectures，MIMAs）是超分子化学中的一个重要概念，在拓扑学领域颇有意义。机械互锁结构分子由许多环状分子嵌套而成，这些环状分子之间的连接并非传统的共价键，而被稱為机械键（mechanical bond）。是出現在輪烷及索烃等機械互鎖分子結構的化學鍵。有别于一般的有机物，这类分子属于一种新型拓扑结构分子，互鎖的兩個化學結構之間沒有共價鍵的鍵結，是兩個獨立的結構，但因為其幾何結構的關係，讓兩個分子需維持一定的距離或是特定幾何關係，只有破壞其中一個結構的共價鍵才能破壞互鎖分子之間的机械键。在纳米技术、有机合成等领域，这种分子都有极大用武之地，它是制造分子机器的基础，例如其制造出的分子马达能够模仿生物体的一些功能。
有些分類會將机械键歸類在超分子化學中，不過這個名詞是比較新的名詞，并不像共價鍵、氫鍵、離子鍵那麼常用。

## 定义
机械互锁结构分子指一类结构独特的超分子，其多个组分之间由机械键而非共价键相连。只有某个组分内部的共价键断裂时，整个结构才会解体。

## 分类

### 准轮烷与轮烷

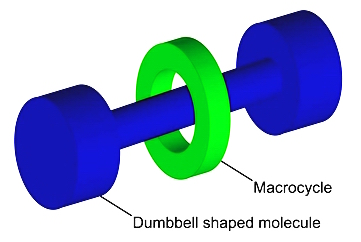
轮烷结构示意图

准轮烷不属于机械互锁结构分子，它指的是一类络合物，其中线状分子作为客体穿过主体，其间通过分子间作用力连接。准轮烷是合成多种机械互锁结构分子的前体，故其稳定程度会影响此合成的产率。
轮烷的结构如左图所示，其中一个环状分子作为“轮”，一个线状分子作为“轴”，后者两个端基体积大于前者内径，从而两者无法脱离。

### 索烃

索烃结构示意图

### 分子结

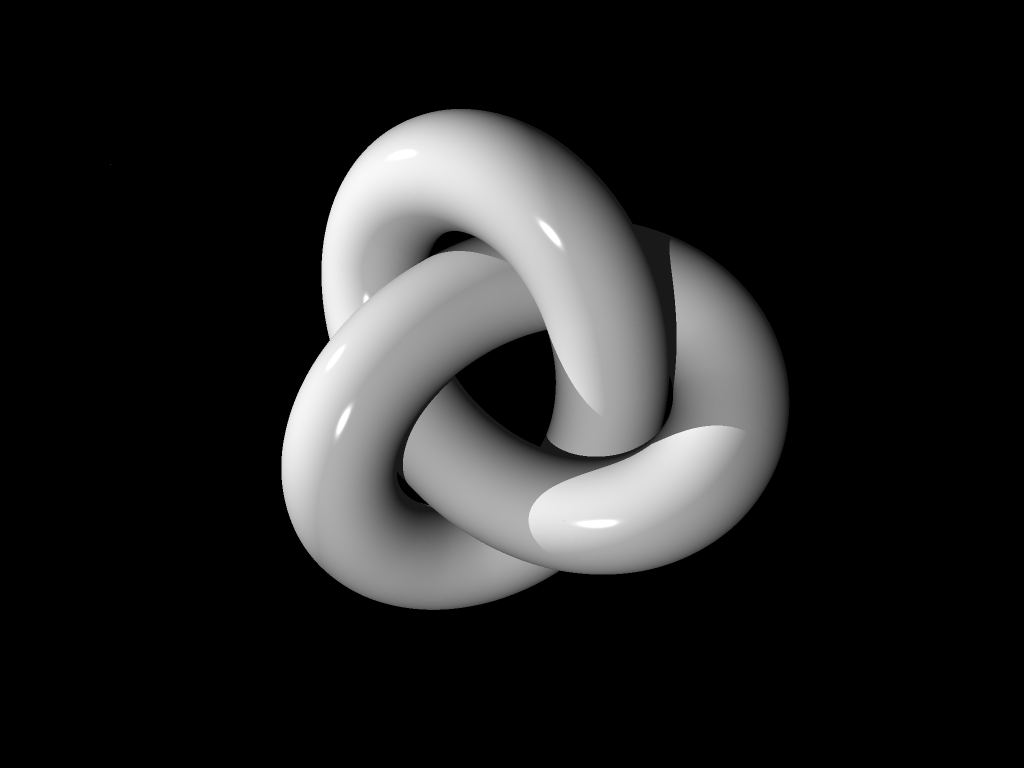
分子结结构示意图

### Borromean链环分子

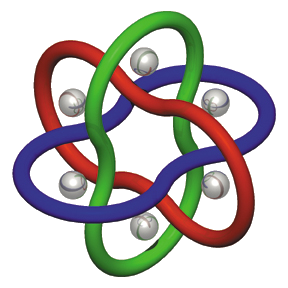
Borromean链环分子结构示意图

## 合成
模版合成法是合成机械互锁结构分子最有效的方法之一。其中金属配位键则是一种常用的模版作用。
1981年，Ogino最先合成出了含金属配位键的轮烷，其具体方法是将氯化二氯二乙二胺合钴(III)与穿过α-环糊精的二胺分子配位，最终产率为19%，在当时属于极高的产率。

## 应用
机械互锁结构分子有外加能量（如化学能、电能、光能等）时可以在两种状态之间转换（分别代表二进制下的0与1），这一特性可用于制造分子机器。

## 外部連結
- The Nature of the Mechanical Bond，弗雷澤·斯托達特 Article